# Jiang Yiting
Jiang Yiting (en chino: 江伊婷; Xitianwei, 1 de agosto de 2004) es una deportista china que compite en tiro, en la modalidad de tiro al plato. Participó en los Juegos Olímpicos de París 2024, obteniendo una medalla de bronce en la prueba de skeet mixto (junto con Lyu Jianlin).

## Palmarés internacional
| Juegos Olímpicos | Juegos Olímpicos | Juegos Olímpicos  | Juegos Olímpicos |
| Año              | Lugar            | Medalla           | Prueba           |
| ---------------- | ---------------- | ----------------- | ---------------- |
| 2024             | París (Francia)  | Medalla de bronce | Skeet mixto      |